# Drill (dans)
För andra betydelser, se Drill.
Drill är en gymnastik- eller dansart/sport som utövas med olika redskap. I Sverige finns det tre olika former av drill: marschdrill, showdrill och tävlingsdrill (sportdrill). Tävlingsdrillen liknar rytmisk gymnastik och är en kombination av dans, gymnastik och stavteknik. Show- och marschdrill är nära besläktat med color guard och cheerleading. Tävlingsdrill har klasserna team (minst 4 personer), duett och solo.

## Olika former av drill

### Marschdrill
Marschdrill innebär att man paraderar med en marschorkester samtidigt som enklare program med drillstav eller flagga genomförs. Denna form har en strikt militär framtoning och programmen innehåller därför ofta stela rörelser som är lätta att utföra på gående fot och i raka led, eller stillastående framför en orkester. Man bär paraduniform eller klänning, inte sällan med både hatt och stövlar.

### Showdrill
Showdrill är en form av drill som kan utövas till valfri typ av musik. Syftet är att underhålla publiken och både klädsel och val av redskap anpassas efter uppträdandets karaktär. De traditionella redskapen drillstav, pom-poms och flagga är vanligt förekommande men även andra redskap är tillåtna, till exempel eldstavar eller tygstycken.

### Tävlingsdrill
Tävlingsdrill är en växande sport i Sverige]. Man tävlar med team, duett eller solo i åldersklasserna minior (upp till 11 år) junior (från 12  år) och senior (från 17 år). Redskapet som används är en drillstav. I ett tävlingsprogram utför deltagarna ett antal olika moment som sedan betygsätts av domare. Det som bedöms är främst teknik, svårighetsgrad, samspel med musiken, utstrålning, variation och underhållningsvärde. För team/duett gäller även samarbete och helhetsintryck. Poängavdrag görs för till exempel fall eller tappande av stav (tapp). Om de tävlande "nollar" programmet, dvs genomför det utan tapp, ges extra poäng.
Det finns tre huvudmoment som måste ingå i ett tävlingsnummer, och samtliga skall utföras med drillstav. Dessa är:
- Aerials (olika former av kast med staven)
- Rolls (olika sätt att rulla staven över andra kroppsdelar än händerna, till exempel nacken)
- Contact Material (olika sätt att drilla staven, samt olika rörelsemönster som inte innehåller kast eller rullningar)

För duetter och team gäller även:
- Exchanges (deltagarna ska byta stav med varandra, genom till exempel kast)
- Formationer (deltagarna ska inta olika formationer, och röra sig mellan dessa).

Både höger och vänster hand ska användas, och utövarna ska samtidigt utföra danssteg till musiken. Hållning, attityd och korrekt placering av händer och fötter är också viktigt.

## Redskap

### Drillstav
Drillstaven ingår i alla olika former av drill. Detta är en metallstav med gummiknoppar i ändarna; dessa är olika stora för att underlätta olika rörelser. En drillstav ska vara ungefär lika lång som användarens arm, från armhåla till hand. Gummiknopparna kan vara runda så att staven kan rulla på golvet eller stjärnformade så att den inte rullar lika lätt. Staven kan tejpas, då oftast med svart tejp, vilket gör den mer synlig vid höga kast och därigenom ökar säkerheten för att man fångar den.

### Eldstav
Eldstaven är väldigt lik den vanliga staven. Den är gjord av metall men istället för den vanliga stavens gummiknoppar har eldstaven knoppar som man kan sätta eld på. Detta för att skapa en häftigare effekt och därför används denna staven främst i showdrill. Även denna staven tejpas för att undvika brännskador och för att få bättre grepp.

### Pom-poms
Pom-poms är de dekorativa fluffbollar man vanligen förknippar med cheerleading. Dessa består av massvis av band eller snören som satts ihop i ett handtag, och de förekommer i mängder av olika material och färger.

### Flagga
Flaggan består av två delar, dels en tygflagga i valfritt material och färg och dels en speciell flaggstav. Flaggstaven är lite tyngre och längre än drillstaven och har bara en knopp; denna är helt rund och gjord av antingen metall eller gummi, för att staven enkelt ska kunna snurras och kastas.

### Band
Bandet består av en ring som två band är ihop knutna på, banden är oftast i olika färger (de färgerna man har i sin paradorkester). Man gör enkla rörelser med bandet och kastar aldrig det. Det är inte alla paradorkestrar som har "Band" men i Sverige är det ganska vanligt.